# História da educação
A história da educação remonta pelo menos até os primeiros registros escritos recuperados de civilizações antigas. Os estudos históricos incluíram praticamente todas as nações.

## Após o século XV

### China
Na década de 1950, o Partido Comunista da China supervisionou a rápida expansão da educação primária em toda a China. Ao mesmo tempo, redesenhou o currículo da escola primária para enfatizar o ensino de habilidades práticas em um esforço para melhorar a produtividade dos futuros trabalhadores. Paglayan observa que fontes de notícias chinesas durante esse período citaram a erradicação do analfabetismo como necessária “para abrir o caminho para o desenvolvimento da produtividade e revolução técnica e cultural”. Funcionários do governo chinês observaram a inter-relação entre educação e “trabalho produtivo” Como na União Soviética, o governo chinês expandiu a oferta de educação entre outras razões para melhorar sua economia nacional.

### Ásia
- Dharampal. (1983). The beautiful tree: Indigenous Indian education in the eighteenth century. New Delhi: Biblia Impex.
- Elman, Benjamin A., and Alexander Woodside. Education and Society in Late Imperial China, 1600–1900 (U of California Press, 1994)
- Ghosh, Suresh Chandra. The history of education in modern India, 1757-1998 (Orient Longman, 2000)
- Lee, Thomas H. C. Education in traditional China: a history (2000)
- Jayapalan N. History Of Education In India (2005) excerpt and text search
- Price, Ronald Francis. Education in modern China (Routledge, 2014)
- Sharma, Ram Nath. History of education in India (1996) excerpt and text search
- Swarup, Ram (1971). The Hindu view of education. New Delhi. Aditya Prakashan.

### Europa
- Anderson, Robert David. European Universities from the Enlightenment to 1914. (Oxford University Press, 2004)
- Begley, Ronald B. and Joseph W. Koterski. Medieval Education (2005)
- Bowen, James. A History of Western Education: Vol 3: The Modern West, Europe and the New World. (2003). vol 2 online; also vol 3 online
- Boyd, William, and Edmund J. King. The History of Western Education. (11th ed, 1975) online
- Butts, R. Freeman. A Cultural History of Western Education: Its Social and Intellectual Foundations (2nd ed. 1955)
- Cook, T. G. The History of Education in Europe (1974)
- Cubberley, Ellwood. The history of education (1920) online Strong on European developments
- Graff, Harvey J. The Legacies of Literacy: Continuities and Contradictions in Western Culture and Society (1987) from Middle Ages to present
- Hoyer, Timo. Sozialgeschichte der Erziehung. Von der Antike bis in die Moderne. [Social History of Education. From Ancient to Modern Age] (Wissenschaftliche Buchgesellschaft Darmstadt, 2015)
- Lawson, John, and Harold Silver. A social history of education in England (Routledge, 2013)
- McCulloch, Gary. The Struggle for the History of Education (2011), Focus on Britain excerpt; Chapter 1 covers historiography.
- McCulloch, Gary. Historical Research in Educational Settings (2000); Textbook on how to write British educational history. excerpt; Good bibliography
- Ringer, Fritz. Education and Society in Modern Europe (1979); focus on Germany and France with comparisons to US and Britain
- Soysal, Yasemin Nuhoglu; Strang, David (1989). «Construction of the First Mass Education Systems in Nineteenth-Century Europe». Sociology of Education. 62 (4): 277–88. JSTOR 2112831. doi:10.2307/2112831
- Sturt, Mary. The education of the people: A history of primary education in England and Wales in the nineteenth century (Routledge, 2013)
- Toloudis, Nicholas. Teaching Marianne and Uncle Sam: Public Education, State Centralization, and Teacher Unionism in France and the United States (Temple University Press, 2012) 213, pp. *Sorin-Avram, Virtop (2015). «Romanian Contemporary Approaches to the Continuous Training of History and Geography Teachers». Procedia - Social and Behavioral Sciences. 197: 1774–81. doi:10.1016/j.sbspro.2015.07.235
- Tröhler, Daniel. Curriculum history or the educational construction of Europe in the long nineteenth century. European Educational Research Journal 15(3):279-297. https://www.researchgate.net/publication/317002808_Curriculum_history_or_the_educational_construction_of_Europe_in_the_long_nineteenth_century
- Wardle, David. English popular education 1780–1970 (Cambridge UP, 1970)
- Whitehead, Barbara J., ed. Women's education in early modern Europe: a history, 1500–1800 (1999); specialized topics

### Estados Unidos
- Cremin, Lawrence A. American Education: The Colonial Experience, 1607–1783 (1970); American Education: The National Experience, 1783–1876. (1980); American Education: The Metropolitan Experience, 1876–1980 (1990); standard 3 vol detailed scholarly history
- Goldstein, Dana. The Teacher Wars: A History of America's Most Embattled Profession (2014)
- Herbst, Juergen. The once and future school: Three hundred and fifty years of American secondary education (1996).
- Parkerson Donald H., and Jo Ann Parkerson. Transitions in American education: a social history of teaching (2001) online
- Reese, William J. America's Public Schools: From the Common School to No Child Left Behind (Johns Hopkins U. Press, 2005)
- Thelin, John R. A History of American Higher Education (2011) online

### Historiografia
- Fuchs, Eckhardt et al. The Transnational in the History of Education: Concepts and Perspectives (Palgrave Macmillan, 2019). excerpt
- Gaither, Milton, "The Revisionists Revived: The Libertarian Historiography of Education", History of Education Quarterly 52 (Nov. 2012), 488–505.
- Goodman, Joyce, and Ian Grosvenor. "Educational research—history of education a curious case?" Oxford Review of Education 35:5, pp. 601–616.
- Herbst, Jurgen. "The history of education: state of the art at the turn of the century in Europe and North America". Paedagogica Historica 35.3 (1999): 737–747.
- King, Kelley. "How Educational Historians Establish Relevance", American Educational History Journal (2014) 41#1/2, pp. 1–19.
- Henry Bompas Smith (1913), Education as the Training of Personality (em inglês) 1 ed. , Manchester: Manchester University Press, Wikidata Q19092326

### Brasil
- SAVIANI, Dermeval. História das ideias pedagógicas no Brasil. Campinas, Autores Associados, 2011.
- ARANHA, Maria Lúcia de Arruda. História da Educação. 2 ed. rev. atual. São Paulo. Moderna, 1993.
- ROMANELLI, Otaíza de O. História da educação no Brasil. 19 ed. Petrópolis: Vozes, 1997.
- SAMPAIO, Helena. Ensino superior no Brasil. O setor privado. Ed. Hucitec. São Paulo, 1999.
- VIDAL, Diana Gonçalves & FARIA FILHO, Luciano Mendes de. As lentes da história: estudos de história e historiografia da educação no Brasil. Campinas: Autores Associados, 2005.
- Dharampal,. (1983). The beautiful tree: Indigenous Indian education in the eighteenth century. New Delhi: Biblia Impex.